# Bürgerkraft

Logo der Partei 2007–2014

Bürgerkraft (russisch Гражда́нская си́ла / Graschdanskaja sila) ist eine politische Partei in Russland. Sie wurde 2002 gegründet und nahm 2007 erstmals an den Wahlen zum russischen Parlament teil. 2008 vereinigte sie sich mit zwei anderen Parteien zur neuen liberalen Partei „Gerechte Sache“.

## Geschichte
Die Partei entstand 2004 zunächst unter der Bezeichnung Freies Russland (russ. Свободная Россия) und erklärte vor allem die Vertretung der Interessen kleiner und mittlerer Unternehmen zu ihrem primären Ziel. Am 8. Oktober 2006 konnte die Partei die Siebenprozenthürde bei den Wahlen in der Oblast Nowgorod nehmen und somit in das dortige Regionalparlament einziehen. Im Februar 2007 benannte sich Freies Russland in Bürgerkraft um mit der Absicht, eigene Kandidaten bei den Dumawahlen aufzustellen.
Parteivorsitzender war der in Russland bekannte Rechtsanwalt Michail Barschtschewski (* 1955), zugleich bevollmächtigter Vertreter der russischen Regierung beim Verfassungsgericht, beim Oberen Gerichtshof sowie beim Oberen Schiedsgericht der Russischen Föderation. Der Gründer der Partei, Alexander Rjawkin war von 2014 bis 2015 Vizegouverneur der Oblast Orjol. Mitglied der Partei war auch der bekannte Kinderbuchautor Eduard Uspenski (1937–2018).
Im Jahr 2008 gab Barschtschewski seinen Rückzug aus der Politik bekannt und übergab sein Amt an den kremlnahen Unternehmer Boris Jurjewitsch Titow.
Die Partei setzte sich unter anderem für die Legalisierung der Prostitution in Russland ein.
Im Jahr 2012 wurde die Partei offiziell registriert. Bei den Wahlen 2014 erhielt die Partei einen Sitz im Landtag des Autonomen Kreises der Nenzen.

## Sonstiges
Die Mitglieder der Bürgerkraft hatten enge Verbindungen zu Dmitri Medwedew und unterstützen seine Kandidatur bei der Präsidentschaftswahlen 2008.